# 侯珮
侯珮（1488年—？年），字天和，號靜溪，山東東昌府濮州范縣人，明朝政治人物。

## 生平
嘉靖七年（1528年）戊子科順天鄉試舉人，嘉靖十一年（1532年）壬辰科第三甲第一百四十九名進士，戶部觀政，陞戶部主事，歷陞苑馬寺少卿，致仕。